# 2003-as Unicum-kupa
2003-ban "Világliga az Unicum-kupáért elnevezéssel" került megrendezésre a VIII. Unicum-kupa. A tornát  2003. június 27. és június 29. között rendezték a Margit-szigeten található Hajós Alfréd uszodában.
A mérkőzéssorozat egyben a Világliga, B csoportja volt.

## Résztvevők
A tornán 4 válogatott vett részt:
- Magyarország
- Szerbia és Montenegró
- Ausztrália
- Egyesült Államok

## Eredmények
A 2003-as Világliga szabályai szerint egy mérkőzés 4x9 perc tiszta játékidőből állt. Döntetlen nem volt, a mérkőzéseket ötméteresekkel kellett eldönteni ilyen esetben. A győzelemért 3, a vereségért pedig 1 pont járt.

### 1. forduló
| 2003. június 27. 18:00 | Ausztrália           | 7 – 7 | Egyesült Államok |  |
| 2003. június 27. 18:00 | (3–1, 2–2, 2–1, 0–3) |       |                  |  |
| 2003. június 27. 18:00 |                      |       |                  |  |
| 2003. június 27. 18:00 | Büntetőpárbaj:       |       |                  |  |
| 2003. június 27. 18:00 | 0 – 3                |       |                  |  |

| 2003. június 27. 18:30 | Magyarország         | 11 – 7 | Szerbia és Montenegró |  |
| 2003. június 27. 18:30 | (3–2, 4–2, 3–1, 1–2) |        |                       |  |
| 2003. június 27. 18:30 |                      |        |                       |  |

### 2. forduló
| 2003. június 28. 15:25 | Magyarország         | 14 – 7 | Ausztrália |  |
| 2003. június 28. 15:25 | (4–0, 4–4, 2–3, 4–0) |        |            |  |
| 2003. június 28. 15:25 |                      |        |            |  |

| 2003. június 28. 16:50 | Szerbia és Montenegró | 15 – 4 | Egyesült Államok |  |
| 2003. június 28. 16:50 | (6–1, 4–0, 3–1, 2–2)  |        |                  |  |
| 2003. június 28. 16:50 |                       |        |                  |  |

### 3. forduló
| 2003. június 29. 15:50 | Magyarország         | 12 – 8 | Egyesült Államok |  |
| 2003. június 29. 15:50 | (0–0, 3–2, 7–5, 2–1) |        |                  |  |
| 2003. június 29. 15:50 |                      |        |                  |  |

| 2003. június 29. 17:15 | Szerbia és Montenegró | 11 – 12 | Ausztrália |  |
| 2003. június 29. 17:15 | (2–3, 3–2, 2–4, 4–3)  |         |            |  |
| 2003. június 29. 17:15 |                       |         |            |  |

## Végeredmény
| Hely. | Csapat                | M | Gy | V | G+ | G– | Gk  | P |
| ----- | --------------------- | - | -- | - | -- | -- | --- | - |
| 1.    | Magyarország          | 3 | 3  | 0 | 37 | 22 | +15 | 9 |
| 2.    | Szerbia és Montenegró | 3 | 1  | 2 | 33 | 27 | +6  | 5 |
| 3.    | Egyesült Államok      | 3 | 1  | 2 | 22 | 34 | −12 | 5 |
| 4.    | Ausztrália            | 3 | 1  | 2 | 26 | 35 | −9  | 5 |

| A VIII. Unicum-kupa (és a Világliga, "B" csoportjának) győztese |
| --------------------------------------------------------------- |
| MAGYARORSZÁG 5. cím                                             |

## Külső hivatkozások
- „Más ritmus, más erények”, nemzetisport.hu, 2003. június 26. (Hozzáférés: 2010. július 3.)
- „Gála az Európa-bajnok ellen”, nemzetisport.hu, 2003. június 27. (Hozzáférés: 2010. július 3.)
- „Ezúttal a duplával is beérték”, nemzetisport.hu, 2003. június 28. (Hozzáférés: 2010. július 3.)
- „Küzdeni is remekül tudnak”, nemzetisport.hu, 2003. június 29. (Hozzáférés: 2010. július 3.)